# Thepytus echelta
Thepytus echelta is een vlinder uit de familie van de Lycaenidae. De wetenschappelijke naam van de soort werd als Thecla echelta in 1867 gepubliceerd door William Chapman Hewitson.